# Chortkiv
Chortkiv (en ucraniano, Чорткі́в; también Chortkov) es una ciudad del óblast de Ternópil, en Ucrania, y el centro administrativo del raión de Chortkiv. Ella está situada a orillas del río Seret, a 62 km al sur de Ternópil. Su población se eleva hasta los 28.279 habitantes en 2022.

## Historia
La primera mención histórica de Chortkiv se remonta a 1522, cuando el rey polaco Segismundo I donó a Jerzy Czortkowski la posesión de la villa y le permite llamarlo Czortków por su propio nombre. Él recibió al mismo tiempo los privilegios urbanos (Derecho de Magdeburgo). En la segunda mitad del siglo XVII, en el curso de la guerra polaco-turco, la población entró en declive hasta que fue conquistada por el Imperio otomano (1673-1683). Formó parte de la efímera provincial turca (eyalato de Podolia) con Kamianets-Podilski de capital. Después de la primera partición de Polonia, en 1772, Chortkiv pasó a dominación austriaca hasta 1918. El 8 de junio de 1919, el ejército ucraniano de la Galitzia rompió el frente a lo largo de algunos meses cerca de Chortkiv y comenzó la ofensiva de Chortkiv para extender el territorio de la Ucrania naciente hacia el oeste. Pero poco después, la ciudad fue conquistada por los polacos y fue unida de nuevo a la provincia de Tarnopol de la Segunda República de Polonia hasta septiembre de 1939. 
Chortkiv tenía 31.000 habitantes en 1931, del que el 22,8 % eran ucranianos (greco-católicos), 46,4 % de polacos (católicos latinos) y 30 % de judíos. Chortkiv fue un punto importante de la defensa de la frontera de Polonia y el asedio de una importante guarnición de la brigada "Podola" de los Cuerpos de defensa de las fronteras de Polonia. 
Chortkov fue ocupado por el Ejército Rojo el 17 de septiembre de 1939 durante la invasión soviética de Polonia, luego por la Alemania nazi a finales de junio de 1941. El 26 de agosto de 1942, dos mil judíos del gueto de Chortkiv fueron deportados al campo de exterminio de Bełżec por la Schutzpolizei alemana, mientras que otros quinientos, enfermos o demasiado jóvenes, fueron asesinados en el mismo lugar. El 23 de marzo de 1944, el Ejército Rojo liberó la ciudad, que pasó a formar parte de la Ucrania soviética, hasta la disolución de la URSS en 1991. 
Actualmente, Chortkiv es una ciudad administrativa, que cuenta con industrias ligeras (agroalimentaria, vestido) y talleres de ferrocarril.

## Patrimonio
Chortkiv cuenta con una fortaleza construida en los siglos XVI a XVII, y de las iglesias de madera de los siglos XVII a XVIII. La ciudad posee igualmente un museo de historia.